# Ralph Spotts
Ralph Lewis Spotts (ur. 14 czerwca 1875 w Canton, zm. 17 kwietnia 1924 w Nowym Jorku) – amerykański strzelec, mistrz olimpijski.
Spotts wystąpił na Letnich Igrzyskach Olimpijskich 1912 w dwóch konkurencjach. W trapie indywidualnym zdobył 87 punktów, kończąc zawody na 10. miejscu. W trapie drużynowym zdobył wraz z kolegami z reprezentacji złoty medal, osiągając trzeci rezultat wśród amerykańskich zawodników (skład zespołu: Charles Billings, Edward Gleason, James Graham, Frank Hall, John Hendrickson, Ralph Spotts).
Był wieloletnim przewodniczącym New York Athletic Club Trapshooting Committee, a także trzykrotnym mistrzem kraju w trapie. Zawodowo zajmował się pośrednictwem w obrocie nieruchomościami w Nowym Jorku, w którym także zmarł.

## Wyniki

### Igrzyska olimpijskie
| Igrzyska       | Konkurencja     | Wynik                                    | Miejsce | Źródło |
| -------------- | --------------- | ---------------------------------------- | ------- | ------ |
| Sztokholm 1912 | Trap            | 87 pkt. (16–24–47)                       | 10      | [ 1 ]  |
| Sztokholm 1912 | Trap, drużynowo | 532 pkt. (druż.) 90 pkt. ind. (18–28–44) |         | [ 2 ]  |